# Shelby (Montana)
Shelby è una città degli Stati Uniti d'America situata in Montana, capoluogo della contea di Toole.

## Storia
Shelby è stata nominata in onore di Peter O. Shelby, direttore generale della Montana Central Railway. Una stazione ferroviaria fu fondata qui intorno al 1892, all'incrocio tra la Great Northern Railway e la Great Falls & Canada Railway.
Il 4 luglio 1923, la città ospitò un incontro di boxe dei pesi massimi tra Jack Dempsey e Tommy Gibbons per l'indiscusso titolo mondiale di boxe dei pesi massimi. Questo evento ha mandò Shelby quasi in bancarotta.

## Geografia fisica

### Territorio
Shelby si trova a 48 ° 30′26 ″ N 111 ° 51′37 ″ W (48.507270, -111.860218). Si trova all'incrocio tra l'Interstate 15 e la US Route 2. È vicino al fiume Marias e anche al lago Aloe.
Secondo lo United States Census Bureau, la città ha un'area totale di 6,18 miglia quadrate (16,01 km2), di cui 6,03 miglia quadrate (15,62 km2) è terra e 0,15 miglia quadrate (0,39 km2) è acqua.

### Clima
Shelby ha quattro stagioni distinte ed è considerato un clima arido. Gli inverni lunghi e rigidi lasciano il posto a un clima primaverile ovunque da marzo a maggio. Le estati possono essere secche e calde e la zona è soggetta a fulmini, grandine e forti temporali durante i mesi estivi. Il clima autunnale è spesso imprevedibile, con la neve che cade nel mese di ottobre di alcuni anni e con temperature fino ai 60 F° (10 C°) che si estendono fino alla fine di novembre in altri anni. A causa della posizione della città appena fuori dal Rocky Mountain Front, il vento è una costante.
I dati climatici sono scarsi. Una stazione meteorologica gestita nella città dalla fine degli anni '90 mostra temperature leggermente più elevate rispetto alle città vicine come Cut Bank.

## Società

### Evoluzione demografica

#### Censimento 2010
Al censimento del 2010 c'erano 3.376 persone in 1.245 famiglie, comprese 717 famiglie, in città. La densità di popolazione era di 559,9 abitanti per miglio quadrato (216,2 / km2). C'erano 1.371 unità abitative con una densità media di 227,4 per miglio quadrato (87,8 / km2). La composizione razziale della città era l'89,5% di bianchi, lo 0,8% di afroamericani, il 6,5% di nativi americani, lo 0,5% di asiatici, lo 0,8% di altre razze e l'1,9% di due o più razze. Ispanici o latini di qualsiasi razza erano il 3,0%.
Delle 1.245 famiglie, il 28,3% aveva figli di età inferiore ai 18 anni che convivevano con loro, il 43,8% erano coppie sposate che convivono, il 9,2% aveva una donna capofamiglia senza marito presente, il 4,7% aveva un capofamiglia maschio senza moglie presente e il 42,4% erano non famiglie. Il 37,4% delle famiglie era una persona e il 14% una persona di età pari o superiore a 65 anni. La dimensione media della famiglia era 2,17 e la dimensione media della famiglia era 2,84.
L'età media era di 40,3 anni. Il 18,9% dei residenti aveva meno di 18 anni; L'8,3% aveva un'età compresa tra i 18 ei 24 anni; Il 29,3% era da 25 a 44; Il 29,9% era da 45 a 64; e il 13,6% aveva 65 anni o più. La composizione di genere della città era per il 58,3% di uomini e per il 41,7% di donne.

#### Censimento 2000
Al censimento del 2000 c'erano 3.216 persone in 1.196 famiglie, comprese 735 famiglie, nella città di Shelby. La densità di popolazione era di 1.018,8 persone per miglio quadrato (392,9 / km2). C'erano 1.349 unità abitative con una densità media di 427,3 per miglio quadrato (164,8 / km2). La composizione razziale della città era 92,48% bianchi, 0,25% afroamericani, 4,17% nativi americani, 0,40% asiatici, 0,25% da altre razze e 2,46% da due o più razze. Ispanici o latini di qualsiasi razza erano l'1,24%.
Delle 1.196 famiglie, il 30,9% aveva figli di età inferiore a 18 anni che convivevano con loro, il 50,8% erano coppie sposate che convivono, il 7,5% aveva una donna capofamiglia senza marito presente e il 38,5% non erano famiglie. Il 35,5% delle famiglie era una persona e il 16,1% era una persona di età pari o superiore a 65 anni. La dimensione media della famiglia era 2,34 e la dimensione media della famiglia era 3,07.
La distribuzione per età era del 24,0% al di sotto dei 18 anni, del 7,2% dai 18 ai 24 anni, del 29,5% dai 25 ai 44 anni, del 22,9% dai 45 ai 64 anni e del 16,4% dai 65 anni in su. L'età media era di 39 anni. Per ogni 100 femmine c'erano 107,4 maschi. Per ogni 100 donne dai 18 anni in su, c'erano 108,9 maschi.
Il reddito familiare medio era di $ 29.219 e il reddito familiare medio era di $ 41.046. I maschi avevano un reddito medio di $ 27.634 contro $ 19.444 per le femmine. Il reddito pro capite per la città era di $ 15.071. Circa il 6,1% delle famiglie e l'8,6% della popolazione erano al di sotto della soglia di povertà, compreso l'8,8% di quelli di età inferiore a 18 anni e il 7,5% di quelli di età pari o superiore a 65 anni.

## Cultura
La Shelby Public Schools educa gli studenti dalla scuola materna fino al 12º grado. È presente la biblioteca pubblica Toole County Library.

## Infrastrutture e trasporti
Amtrak, il sistema ferroviario nazionale per passeggeri, fornisce un servizio giornaliero per Shelby (sia a est che a ovest), gestendo il suo Empire Builder da Chicago a Seattle e Portland, nell'Oregon.
Il Northern Transit Interlocal, trasporto in autobus basato su donazioni locali per Great Falls e Kalispell, opera due volte a settimana. Northern Transit Interlocal, Glacier County Transit, Pondera County Transit e Toole County Transit si coordinano insieme per fornire il trasporto per l'area locale. 
Lo Shelby Airport è un aeroporto di proprietà della contea situato a due miglia a nord di Shelby.